# Tidens tecken (kristet musikalbum)
Tidens tecken utkom 1974 och är ett musikalbum med de kristna sångarna Pelle Karlsson, Birgitta Edström, Swante Bengtsson och Göran Stenlund. På skivan medverkar även IBRA-kören.

## Låtlista

### Sida 1
1. Tidstecknen visa att Herren är nära (Sång: Göran Stenlund och IBRA-kören)
2. Då skall Jesus komma (Sång: Pelle Karlsson)
3. I den sena midnattstimman (Sång: Birgitta Edström och Swante Bengtsson)
4. När han skall komma (Sång: Göran Stenlund och IBRA-kören)
5. Tidens tecken (Sång: Pelle Karlsson)

### Sida 2
1. Tiden är kort (Sång: Pelle Karlsson)
2. En liten stund (Sång: Birgitta Edström och Swante Bengtsson)
3. Nattens skuggor sakta vika (Sång: Göran Stenlund och IBRA-kören)
4. Mitt hem är där på den andra stranden (Sång: Birgitta Edström och Swante Bengtsson)
5. Gyllne morgon (Sång av samtliga medverkande på skivan)